# ボンドガール

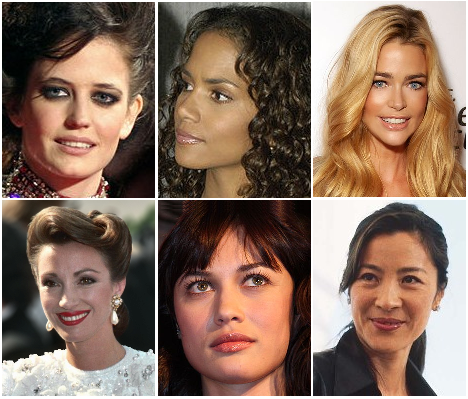
ボンドガール（ボンドウーマン）

ボンドガール（Bond Girl）は、『007シリーズ』の映画、小説、ゲームソフトに登場する女性キャラクターの総称。2021年公開の『007/ノー・タイム・トゥ・ダイ』からボンドウーマンに改名された。

## 概要
ボンドガールの明確な定義はないが、小説・映画ともジェームズ・ボンドの敵役のガールフレンドや敵国の女性スパイなど、悪漢に雇われた立場からボンドに恋愛感情を持ち、正義に目覚めて寝返るパターンが多い。他には、MI6から派遣されたボンドの助手や、同一の敵を追う別の諜報機関の女性エージェントで、最後はボンドと恋仲になるといった女性が見られる。上司Mの秘書である中年女性のマネーペニーは、ボンドが恋愛感情を持っていないため、ボンドガールとは定義されていない。
ウルスラ・アンドレス（ハニー・ライダー）（1962）が広く最初のボンドガール、とみなされている。2人目のダニエラ・ビアンキ、3人目のゴールドフィンガー（1964）のオナー・ブラックマンらが登場し、ボンド映画に定期的に出演する女性と観客に印象づけた。
数多くのボンドガールについて、シリーズ全体のトップ10リストを作成しようとする多くの試みがあった。これらのリストに頻繁に登場するキャラクターには、Anya Amasova（The Spy Who Loved Me・Barbara Bach）、プッシー・ガロア（ゴールドフィンガー：オナー・ブラックマン）、コンテッサ・テレーザ（女王陛下の007・ダイアナ・リグ）、しばしばリストの1位のハニー・ライダー（ドクター・ノオUrsula Andress）らがいる。エンターテインメント・ウィークリーは「ボンド水着」に注目し、ハル・ベリーのオレンジとピンクの2種類のビキニ（ダイアナザーデイ,2002）などを取り上げている。
演じる女優の一部は、国際的には有名ではない女優やモデルが起用された時期もあった。知名度よりも、観客の印象に残る美しい女性を起用する方針が採られ、発音の誤りや訛りを排除するため声優が台詞を吹き替えていた。多くの場合、魅力的でグラマラスな女優が選ばれた。その一方、近年ではソフィー・マルソーやハル・ベリー、ミシェル・ヨーなど大物女優も積極的に出演している。脇役扱いでも美貌から注目されることも多く、出演することは女優にとって名誉とされる。
『007は二度死ぬ』では、若林映子と浜美枝の2人が日本人ボンドガールを演じた。

## 歴代ボンドガール

### 原作のみのボンドガール
| 作品名             | 名前                       |
| ------------------ | -------------------------- |
| ムーンレイカー     | ガーラ・ブランド           |
| 珍魚ヒルデブランド | リズ・クレスト             |
| 薔薇と拳銃         | メアリー・アン・ラッセル   |
| 私を愛したスパイ   | ヴィヴィエンヌ・ミシェル   |
| 所有者はある女性   | マリア・フロイデンスタイン |
| ベルリン脱出       | トリガー(KGBスナイパー)    |

### イオン・プロ作品
| 作品名 (公開年)                           | 役名                                       | 女優                       |
| ----------------------------------------- | ------------------------------------------ | -------------------------- |
| 007 ドクター・ノオ (1962)                 | ハニーチャイル（ハニー）・ライダー         | ウルスラ・アンドレス       |
| 007 ドクター・ノオ (1962)                 | シルビア・トレンチ                         | ユーニス・ゲイソン         |
| 007 ドクター・ノオ (1962)                 | ミス・タロー                               | ゼナ・マーシャル           |
| 007 ロシアより愛をこめて (1963)           | タチアナ・ロマノヴァ                       | ダニエラ・ビアンキ         |
| 007 ロシアより愛をこめて (1963)           | シルビア・トレンチ                         | ユーニス・ゲイソン         |
| 007 ロシアより愛をこめて (1963)           | ヴィーダ                                   | アリジャ・ガー             |
| 007 ロシアより愛をこめて (1963)           | ゾラ                                       | マルティーヌ・ベズウィック |
| 007 ゴールドフィンガー (1964)             | プッシー・ガロア                           | オナー・ブラックマン       |
| 007 ゴールドフィンガー (1964)             | ジル・マスターソン                         | シャーリー・イートン       |
| 007 ゴールドフィンガー (1964)             | ティリー・マスターソン                     | タニア・マレット           |
| 007 ゴールドフィンガー (1964)             | ディンク                                   | マーガレット・ノーラン     |
| 007 サンダーボール作戦 (1965)             | ドミニク（ドミノ）・ドゥルヴァル           | クローディーヌ・オージェ   |
| 007 サンダーボール作戦 (1965)             | フィオーナ・ヴォルペ                       | ルチアナ・パルッツィ       |
| 007 サンダーボール作戦 (1965)             | ポーラ・キャプラン                         | マルティーヌ・ベズウィック |
| 007 サンダーボール作戦 (1965)             | パトリシア・フィアリング                   | モリー・ピーターズ         |
| 007は二度死ぬ (1967)                      | アキ                                       | 若林映子                   |
| 007は二度死ぬ (1967)                      | キッシー鈴木                               | 浜美枝                     |
| 007は二度死ぬ (1967)                      | リン                                       | ツァイ・チン               |
| 007は二度死ぬ (1967)                      | ヘルガ・ブラント                           | カリン・ドール             |
| 女王陛下の007 (1969)                      | トレイシー（テレサ）・ディ・ヴィンチェンゾ | ダイアナ・リグ             |
| 女王陛下の007 (1969)                      | ルビー・バートレット                       | アンジェラ・スコーラー     |
| 007 ダイヤモンドは永遠に (1971)           | ティファニー・ケイス                       | ジル・セント・ジョン       |
| 007 ダイヤモンドは永遠に (1971)           | プレンティ・オトゥール                     | ラナ・ウッド               |
| 007 ダイヤモンドは永遠に (1971)           | マリー                                     | ドゥニーズ・ペリエ         |
| 007 死ぬのは奴らだ (1973)                 | ソリテア                                   | ジェーン・シーモア         |
| 007 死ぬのは奴らだ (1973)                 | ロージー・カルヴァー                       | グロリア・ヘンドリー       |
| 007 死ぬのは奴らだ (1973)                 | ミス・カルゾー                             | マリデン・スミス           |
| 007 黄金銃を持つ男 (1974)                 | メアリー・グッドナイト                     | ブリット・エクランド       |
| 007 黄金銃を持つ男 (1974)                 | アンドレア・アンダース                     | モード・アダムス           |
| 007 黄金銃を持つ男 (1974)                 | チューミー                                 | フランソワーズ・テリー     |
| 007 私を愛したスパイ (1977)               | アーニャ・アマソーヴァ（エージェントXXX）  | バーバラ・バック           |
| 007 私を愛したスパイ (1977)               | ナオミ                                     | キャロライン・マンロー     |
| 007 私を愛したスパイ (1977)               | フェリカ                                   | オルガ・ビセラ             |
| 007 ムーンレイカー (1979)                 | Dr.ホリー・グッドヘッド                    | ロイス・チャイルズ         |
| 007 ムーンレイカー (1979)                 | コリン・デュフォー                         | コリンヌ・クレリー         |
| 007 ムーンレイカー (1979)                 | マニュエラ                                 | エミリー・ボルトン         |
| 007 ユア・アイズ・オンリー (1981)         | メリナ・ハヴロック                         | キャロル・ブーケ           |
| 007 ユア・アイズ・オンリー (1981)         | ビビ・ダール                               | リン＝ホリー・ジョンソン   |
| 007 ユア・アイズ・オンリー (1981)         | リスル伯爵夫人                             | カサンドラ・ハリス         |
| 007 オクトパシー (1983)                   | オクトパシー                               | モード・アダムス           |
| 007 オクトパシー (1983)                   | マグダ                                     | クリスティナ・ウェイボーン |
| 007 オクトパシー (1983)                   | ビアンカ                                   | ティナ・ハドソン           |
| 007 美しき獲物たち (1985)                 | ステイシー・サットン                       | タニア・ロバーツ           |
| 007 美しき獲物たち (1985)                 | メイデイ                                   | グレイス・ジョーンズ       |
| 007 美しき獲物たち (1985)                 | キンバレー・ジョーンズ                     | メアリー・スタヴィン       |
| 007 美しき獲物たち (1985)                 | ポーラ・イワノワ                           | フィオナ・フラートン       |
| 007 リビング・デイライツ (1987)           | カーラ・ミロヴィ                           | マリアム・ダボ             |
| 007 リビング・デイライツ (1987)           | リンダ                                     | ケル・タイラー             |
| 007 消されたライセンス (1989)             | パム・ブーヴィエ                           | キャリー・ローウェル       |
| 007 消されたライセンス (1989)             | ルペ・ラモーラ                             | タリサ・ソト               |
| 007 ゴールデンアイ (1995)                 | ナターリャ・シモノーヴァ                   | イザベラ・スコルプコ       |
| 007 ゴールデンアイ (1995)                 | ゼニア・オナトップ                         | ファムケ・ヤンセン         |
| 007 ゴールデンアイ (1995)                 | キャロリーヌ                               | セレナ・ゴードン           |
| 007 トゥモロー・ネバー・ダイ (1997)       | ウェイ・リン                               | ミシェル・ヨー             |
| 007 トゥモロー・ネバー・ダイ (1997)       | パリス・カーヴァー                         | テリー・ハッチャー         |
| 007 トゥモロー・ネバー・ダイ (1997)       | インガ・バーグストーム                     | セシル・トムセン           |
| 007 ワールド・イズ・ノット・イナフ (1999) | エレクトラ・キング                         | ソフィー・マルソー         |
| 007 ワールド・イズ・ノット・イナフ (1999) | クリスマス・ジョーンズ                     | デニス・リチャーズ         |
| 007 ワールド・イズ・ノット・イナフ (1999) | モリー・ワームフラッシュ博士               | セレナ・スコット・トーマス |
| 007 ダイ・アナザー・デイ (2002)           | ジャシンタ（ジンクス）・ジョンソン         | ハル・ベリー               |
| 007 ダイ・アナザー・デイ (2002)           | ミランダ・フロスト                         | ロザムンド・パイク         |
| 007 ダイ・アナザー・デイ (2002)           | ピースル・ファウンテイン・オブ・デザイヤー | レイチェル・グラント       |
| 007 カジノ・ロワイヤル (2006)             | ヴェスパー・リンド                         | エヴァ・グリーン           |
| 007 カジノ・ロワイヤル (2006)             | ソランジュ                                 | カテリーナ・ムリーノ       |
| 007 慰めの報酬 (2008)                     | カミーユ                                   | オルガ・キュリレンコ       |
| 007 慰めの報酬 (2008)                     | ストロベリー・フィールズ                   | ジェマ・アータートン       |
| 007 スカイフォール (2012)                 | セヴリン                                   | ベレニス・マーロウ         |
| 007 スカイフォール (2012)                 | M                                          | ジュディ・デンチ           |
| 007 スペクター (2015)                     | ルチア                                     | モニカ・ベルッチ           |
| 007 スペクター (2015)                     | マドレーヌ・スワン                         | レア・セドゥ               |
| 007 ノー・タイム・トゥ・ダイ (2021)       | ※マドレーヌ・スワン                        | ※レア・セドゥ              |
| 007 ノー・タイム・トゥ・ダイ (2021)       | ※パロマ                                    | ※アナ・デ・アルマス        |

※「ノー・タイム・トゥ・ダイ」では「ボンド・ウーマン」の呼称。

### 番外編
| 作品名 (公開年)                                  | 役名                   | 女優                   |
| ------------------------------------------------ | ---------------------- | ---------------------- |
| カジノ・ロワイヤル (1954) テレビ版               | ヴァレリー・マティス   | リンダ・クリスチャン   |
| 007 カジノロワイヤル (1967)                      | ヴェスパー・リンド     | ウルスラ・アンドレス   |
| 007 カジノロワイヤル (1967)                      | マタ・ボンド           | ジョアンナ・ペティット |
| 007 カジノロワイヤル (1967)                      | "The Detainer"         | ダリア・ラヴィ         |
| 007 カジノロワイヤル (1967)                      | ミミ                   | デボラ・カー           |
| 007 カジノロワイヤル (1967)                      | ミス・グッドシング     | ジャクリーン・ビセット |
| ネバーセイ・ネバーアゲイン (1983)                | ドミノ・ペタッチ       | キム・ベイシンガー     |
| ネバーセイ・ネバーアゲイン (1983)                | ファティマ・ブラッシュ | バーバラ・カレラ       |
| 幸いと栄光を -ロンドンオリンピック開会式- (2012) | エリザベス2世          | エリザベス2世（本人）  |

## 女優ギャラリー

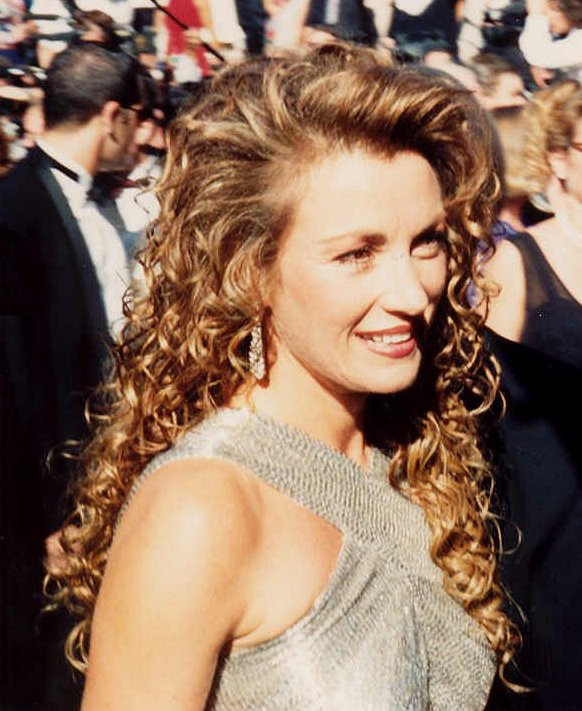
ジェーン・シーモア（1994年撮影）
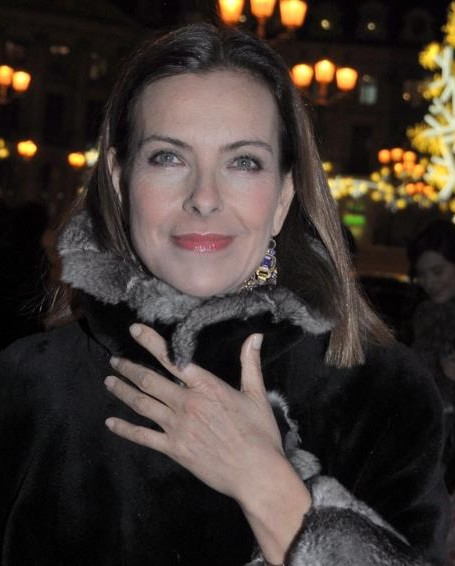
キャロル・ブーケ（2013年撮影）
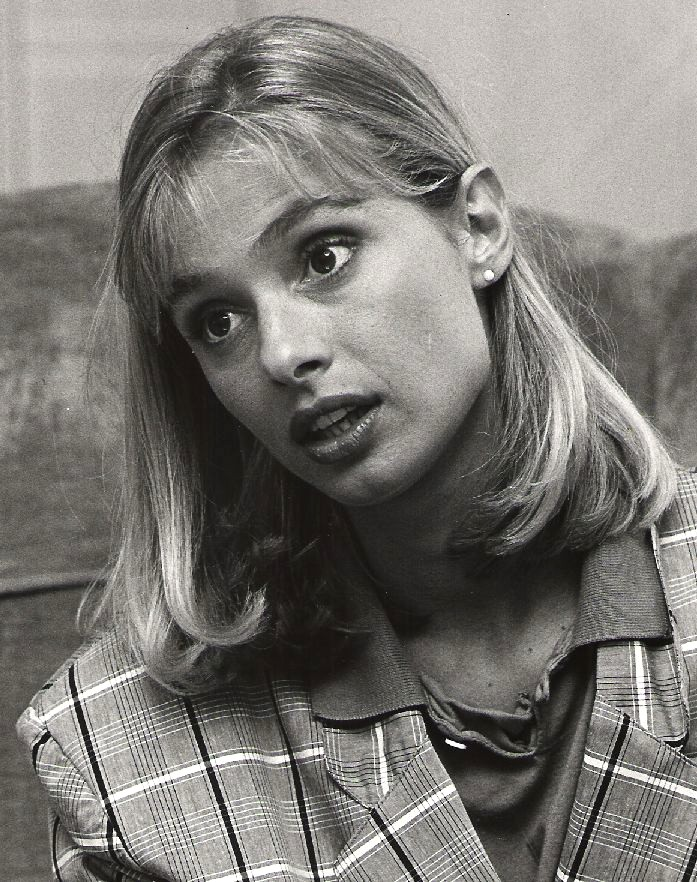
マリアム・ダボ（1987年撮影）
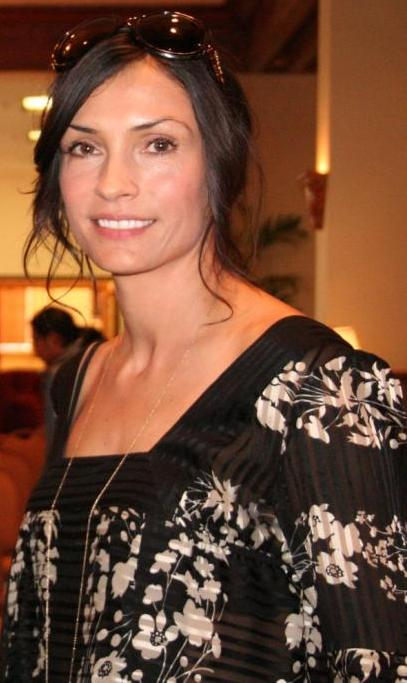
ファムケ・ヤンセン（2008年撮影）
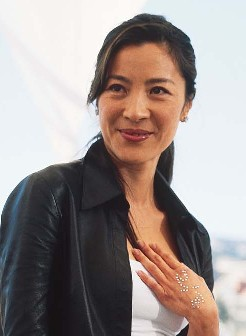
ミシェル・ヨー（2000年撮影）
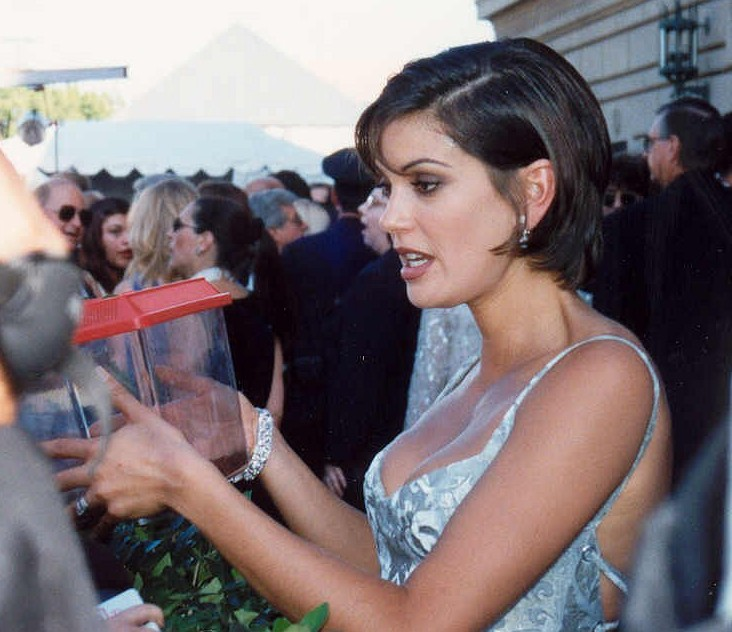
テリー・ハッチャー（1995年撮影）
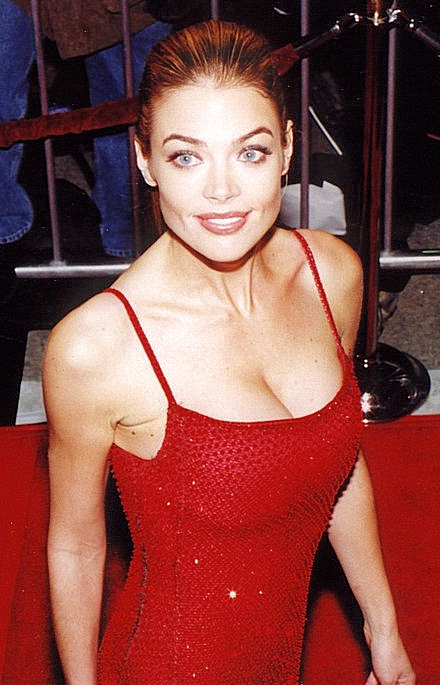
デニス・リチャーズ（1999年撮影）
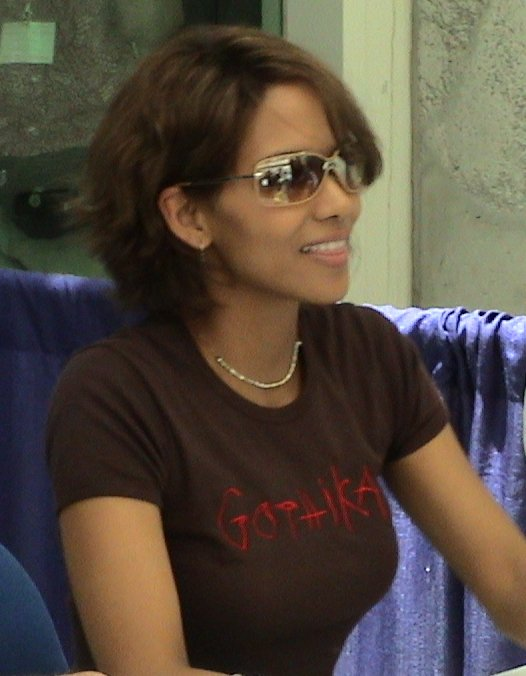
ハル・ベリー（2003年撮影）
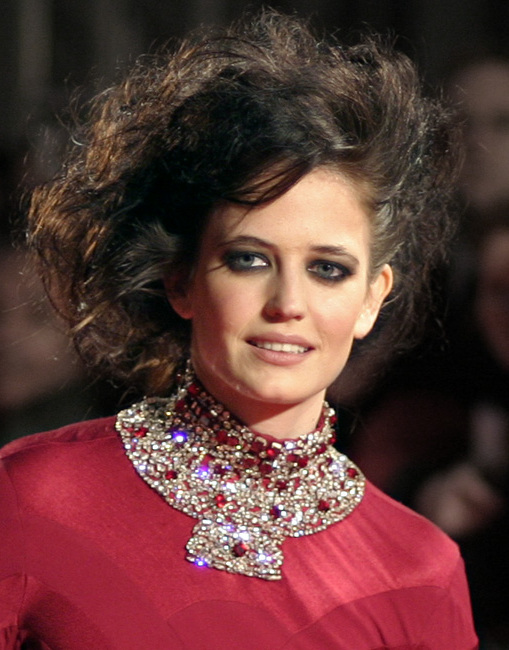
エヴァ・グリーン（2008年撮影）
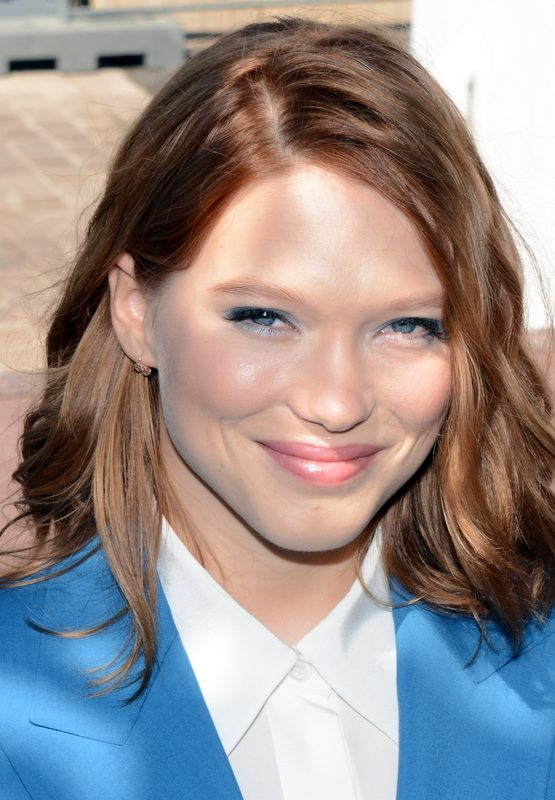
レア・セドゥ（2014年撮影）

## ジェームズ・ボンドが好むボンドガール
学術誌 "Sex Roles" に掲載された調査によると、映画『007シリーズ』の第1作から第20作までに登場する女性キャラクター195人を調べたところ、98人がジェームズ・ボンドと「性的接触」を持ち、46人が「強い」接触、52人がキスなどの「マイルドな」接触のみだった。分析により、以下の結果が明らかにされた。一部のみ掲載する。
- 平均年齢は推定で26歳。ただし、20歳以上であること。
- 身長は165cm以上。ただし、例外あり。
- 四分の三が白人、アジア系8%、黒人7%。アラブ人とネイティヴ・アメリカンは一握りであった。
- 性的関係を持った相手は、そうでなかった相手より、若くスリムで魅力的であり、眼鏡をかけていない傾向がある。
- 髪の色は黒髪40%、ブラウン19%、赤毛9%に対しブロンドは27%で、ダーク・ヘアーの方が親密になり易い。
- ロング・ヘアーは18%、ショート・ヘアーは22%だったが、ロング・ヘアーの方がより性的関係を持つに到る傾向がある。

また、最近の傾向として、髪がより短くなり、相手を選ばなくなっている。この調査は、クリーブランド州立大学の、キンバリー・ノイエンドルフ教授の主導で行われた。